# Charlotte Perkins Gilman
Charlotte Anna Perkins  (Hartford, Connecticut, 3 de julio de 1860-Pasadena, California, 17 de agosto de 1935), fue una intelectual estadounidense multidisciplinar que se destacó principalmente en el feminismo y en la literatura entre finales de 1890 y mediados de 1920. Su obra más conocida es The Yellow Wallpaper (El papel pintado amarillo) publicada en 1892, un relato breve con tintes autobiográficos escrito tras una profunda depresión postparto. Su utopía Herland (1915), es considerada la precursora de la ciencia ficción feminista moderna. Su figura sirvió de modelo para futuras generaciones de mujeres debido a sus ideas y su estilo de vida poco ortodoxo para la época.

## Biografía
Charlotte nació en el estado americano de Connecticut el 3 de julio de 1860 en la localidad de Hartford. Hija del matrimonio entre Mary A. Fitch Westcott (1829-1893) y Frederic Beecher Perkins (1828-1899) junto a su hermano Thomas Adie Perkins (1859). Sus otros dos hermanos Thomas Henry (1858) y Mery Clarissa (1866) no llegaron a cumplir el año de edad.

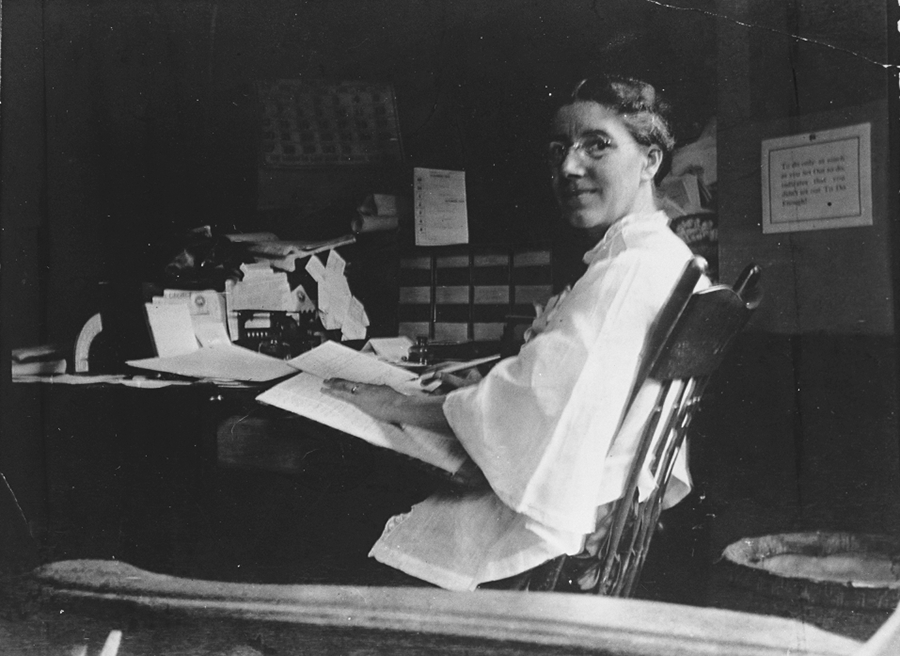
Charlotte Perkins Gilman en su estudio.

Su padre Frederick, bibliotecario de profesión, pertenecía a la influyente familia Beecher,  entre quienes se encontraban: Isabella Beecher Hooker  destacada sufragista, Harriet Beecher Stowe escritora abolicionista autora de La cabaña del tío Tom y la educadora conservadora Catharine Beecher.
Su Madre Mary A. Fitch pertenecía a la burguesía conservadora de Rhode Island. En 1859, tras el abandono del hogar por parte de su marido Frederick, debió hacerse cargo de la familia. En los escritos autobiográficos de Charlotte, son constantes las menciones a los cambios continuos de domicilio pues en ocasiones se alojaban en casas de familiares o amigos cercanos mientras su madre buscaba trabajo con el que poder mantener la familia, algo que ella misma describió como “cuatro años durante los que pasa por siete colegios diferentes, algo que termina cuando cumple los 15 años“. Charlotte pasó también largas temporadas conviviendo con sus tías paternas tras el abandono familiar por parte de Frederick. A pesar de haber vivido una infancia aislada y solitaria, el círculo intelectual en el que Charlotte creció causó que desarrolle un gran interés por la física, la historia y la literatura, sobre las cuales pasaba horas leyendo libros en la biblioteca.
A lo largo de su adolescencia sus amistades eran mayoritariamente femeninas, llegando a mantener una estrecha relación romántica con Martha Luther, algo que posteriormente Charlotte describió en su autobiografía de la siguiente manera: “Estábamos muy unidas la una con la otra, cada vez más felices juntas, a lo largo de cuatro de esos intensos años de juventud. Ella era la persona más cercana y querida que había tenido hasta ese momento. Era amor, pero no sexo (...) Con Martha, conocí la felicidad perfecta (...) No solo nos apreciábamos mucho, sino que nos divertíamos deliciosamente juntas.”

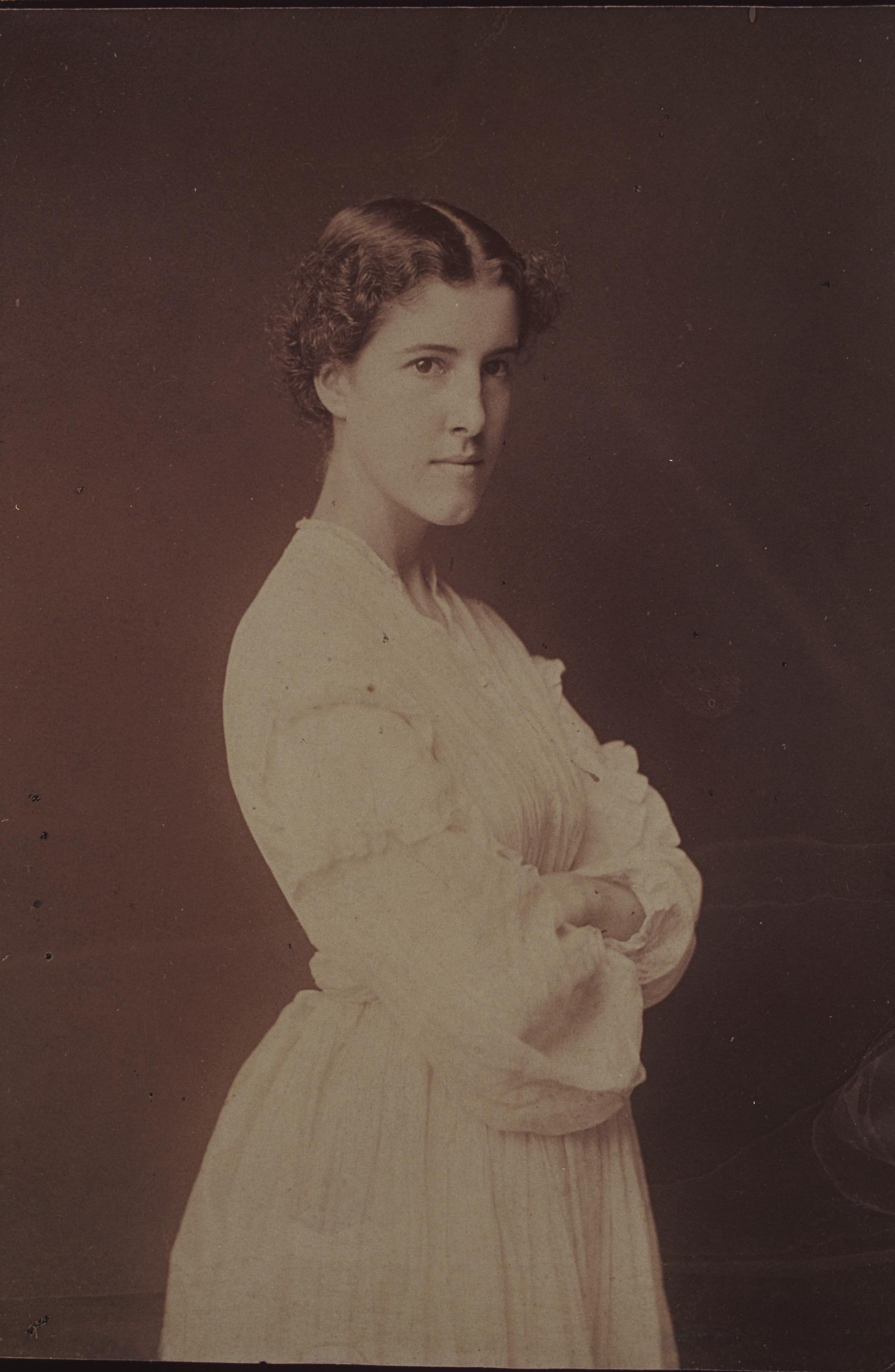
Charlotte Perkins Gilman, (1884)

En 1878, a los dieciocho años, Charlotte consiguió matricularse y asistir finalmente de manera estable a la Escuela de Diseño de Rhode Island hasta que se graduó en 1883. Para costearse su educación, Charlotte se dedicó a dar clases particulares, vender acuarelas y tarjetas de felicitación así como realizar elaborados diseños publicitarios para anuncios, trabajos con los que continuó tras su graduación para sufragar sus gastos.
Durante el verano de 1881, cuando Martha se encontraba de vacaciones con su familia fuera de la ciudad, conoció a Charles A. Lane. Antes de finalizar el año, el 1 de noviembre, Martha y Charles se casaron y se trasladaron a Hingham para formar una familia. El matrimonio tuvo dos hijos: Charles C. (1883) y Margaret L. (1886). 
Esto supuso un impacto emocional para Charlotte del que dejó constancia tanto en su autobiografía como en la amplia correspondencia existente entre ella y Martha (parcialmente conservada) que duró a lo largo de toda su vida.
A la edad de 22 años, Gilman conoció a Charles Walter Stetson, un joven artista con el que, tras rechazar una primera proposición, se casó el 2 de mayo de 1884.  Un año más tarde, el 23 de marzo de 1885, nació su hija Katharine Beecher Stetson. En los meses posteriores al nacimiento sufrió una profunda depresión. Nunca hasta el momento se había sentido atraída por el matrimonio, la familia y mucho menos por la maternidad o la vida doméstica. Lo que comenzó como una ilusión, tras la decepción sufrida con Martha, se convirtió en un nuevo pozo emocional. 
Charlotte, que por aquel entonces contaba con 26 años, buscó la ayuda de un reputado neurólogo, el doctor Silas Weir Mitchell de Filadelfia. Se le diagnosticó agotamiento nervioso y le prescribieron una cura de descanso, un tratamiento controvertido del que Mitchell era pionero. Tras seis semanas, Gilman pudo marcharse a casa con las siguientes instrucciones: «Viva una vida tan doméstica como se pueda. Tenga a su hija consigo todo el tiempo... Échese durante una hora tras cada comida. Como máximo tenga dos horas de actividad intelectual al día. Y nunca toque una pluma, un lápiz o un pincel en su vida». 
Por aquel entonces la depresión postparto no era un cuadro clínico conocido por los especialistas, por lo que a pesar de buscar ayuda especializada lo único que recibió fueron las habituales prescripciones de reposo absoluto, desaconsejándole el trabajo intelectual o cualquier otra ocupación más allá del rol doméstico y familiar lo que la llevó a un agravamiento de su depresión y la acercó peligrosamente a un colapso emocional total.

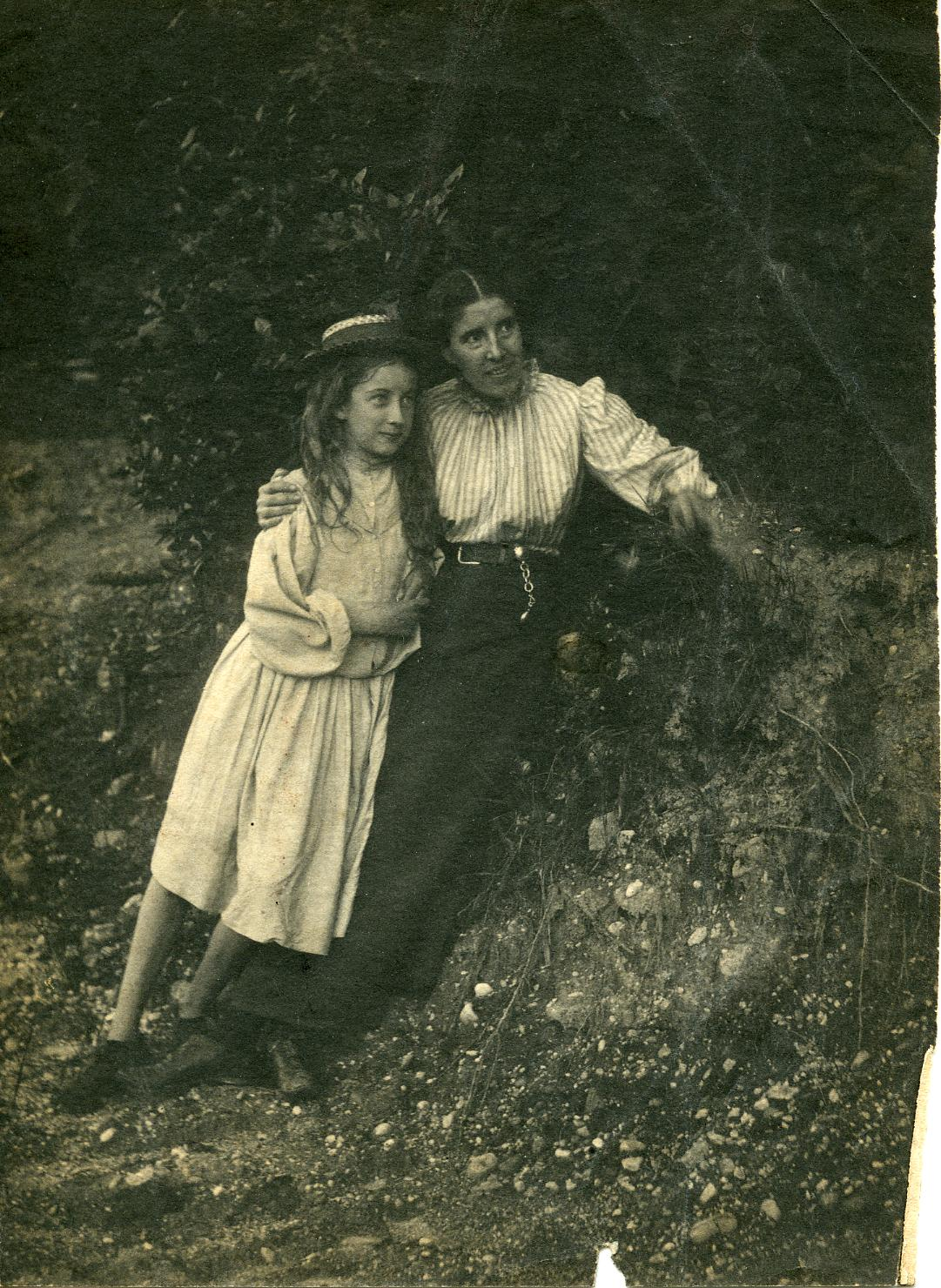
Charlotte P. Gilman y su hija Katherine B. Stetson (1897)

Durante el verano de 1888, Charlotte se marchó una temporada a Bristol (Rhode Island) junto a su hija y allí comenzó a notar una progresiva mejora de su depresión. Gilman finalmente decidió separarse de su esposo, pues lo consideró necesario para mejorar su salud mental. Años más tarde, en abril de 1894, el matrimonio se divorció, algo insólito para la época. Esta experiencia le servirá para más adelante escribir una de sus obras más conocidas y valoradas The Yellow Wallpaper (1892).
Tras la separación, Gilman se marchó con su hija a California. A lo largo del año 1890, se inspiró lo suficiente como para producir 15 ensayos, poemas, y una novela. Para Charlotte fue una época de gran creatividad, activismo social y actividad intelectual. Paralelamente participaba activamente en varias organizaciones feministas y reformistas como la Pacific Coast Woman's Press Association, la Woman's Alliance, el Economic Club, la Ebell Society, la Parents Association y el State Council of Women.
En 1892 publicó su primera obra The Yellow Wallpaper, un relato breve inspirado en su propia experiencia durante su época de depresión y su cura de reposo. Charlotte lo escribió entre el 6 y el 7 de junio de 1890 en su casa de Pasadena, y fue impresa un año y medio después en el The New England Magazine em el número de enero de 1892. Desde su edición original, ha sido incluida en numerosas colecciones de literatura femenina, literatura estadounidense y libros de texto. La historia trata sobre una mujer que sufre una enfermedad mental después de estar dos meses atrapada dentro de su casa mirando al mismo repugnante empapelado amarillo. Gilman escribió esta historia para cambiar la opinión de la gente sobre el papel de la mujer en la sociedad, ilustrando cómo la falta de autonomía de las mujeres iba en detrimento de su salud mental, emocional e incluso física. La narradora de la historia debe hacer lo que su esposo y su doctor le exigen, aunque el tratamiento que prescriben contrasta directamente con lo que ella de verdad necesita: estimulación mental y la libertad de escapar a la monotonía de la habitación en la que se encuentra confinada. The Yellow Wallpaper era esencialmente una respuesta al médico que había intentado restablecerla de su depresión a través de una cura de descanso, y ella le envió una copia de la historia.

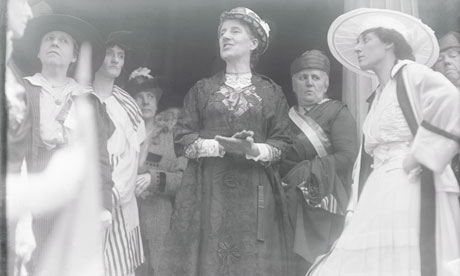
Charlotte Perkins Gilman, feminista.

Comenzó a impartir conferencias sobre el nacionalismo para el Radical Nationalist Party y ganó visibilidad pública con su primer volumen de poesía, In This Our World, publicado en 1893. Su carrera como conferenciante quedó impulsada, pasando a ser sus discursos una fuente habitual de ingresos.
Su exmarido Charles, se volvió a casar con Grace Ellery Channing, amiga íntima de Gilman. En 1894, Charlotte mandó a su hija al oeste para vivir con ellos. Gilman cuenta en sus memorias que estaba feliz por la pareja, puesto que «la segunda madre de Katherine era tan buena como la primera, mejor en más de un sentido».  Charlotte permaneció cercana a la pareja y a su hija formando una familia muy poco convencional para la época.
Años más tarde, su hija se casó en 1918 con el artista Frank Tolles Chamberlin.  El matrimonio tuvo dos hijos Dorothy nacida en 1918 y Walter nacido en 1920. En 1919 se trasladaron a vivir a Pasadena (California).  
Entre 1894–1895 Gilman editó el semanal literario The Impress, que era publicado por la Pacific Coast Women’s Press Association (anteriormente el Bulletin). Acabó a las 20 semanas debido a la crítica social que suscitaba su estilo de vida, madre poco natural y una mujer divorciada. Después de cuatro meses de conferencias que acabaron en abril de 1897, Gilman comenzó a pensar sobre las relaciones de género y la economía en la vida estadounidense, lo que le llevó a crear el primer esbozo de Las mujeres y la economía. El libro fue publicado en el año siguiente (Women and Economics, 1898) y colocó a Gilman en el foco de atención internacional.

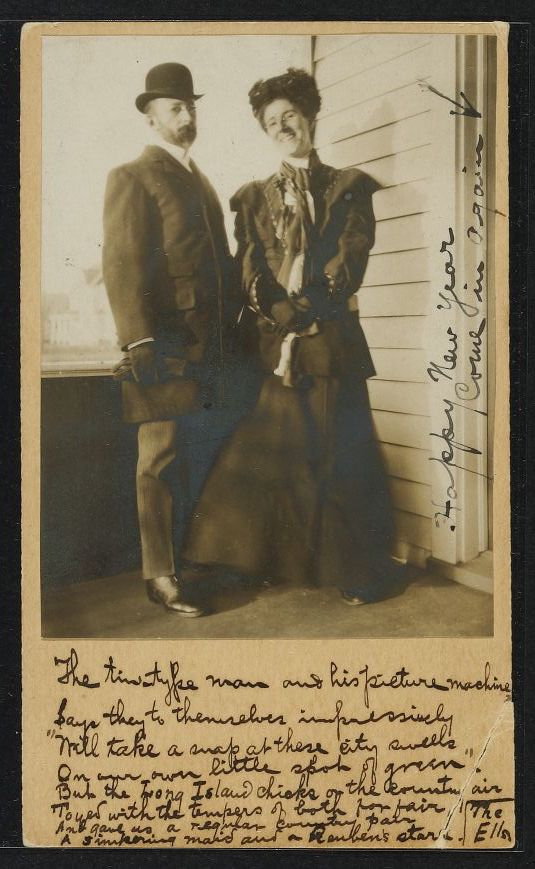
Charlotte y George Houghton.

Después de que su madre muriese en 1895, Charlotte decidió regresar al este por primera vez en ocho años. Allí entró en contacto con George Houghton Gilman, primo suyo al que no había visto en aproximadamente quince años, que era un abogado de Wall Street. Con 40 años de edad, Charlotte volvió a contraer matrimonio por segunda vez, el 11 de junio de 1900, con su primo Houghton Gilman, un hombre solidario con sus aspiraciones feministas que supo apoyarla en sus proyectos y darle la libertad necesaria para realizar su trabajo.
En 1903 escribió uno de sus libros más aclamados por la crítica, The Home: Its Work and Influence, que ampliaba el contenido de Women and Economics, afirmando que las mujeres están oprimidas en sus casas y que el entorno en el que viven debe modificarse por su salud mental. 
Entre los viajes y la escritura, su carrera como figura literaria estaba asegurada. Charlotte extendió su prolífico periodo creativo, comenzando la publicación como editora y escritora de la revista The Forerunner que desde 1909 hasta 1916 dio difusión a gran parte de su ficción.
En 1925, finalizó su autobiografía, The Living of Charlotte Perkins Gilman, que se publicó más tarde a título póstumo. Así mismo, continuó dando conferencias reivindicando la independencia económica de las mujeres.
Tras varios años viviendo en Nueva York, Charlotte y Houghton Gilman se trasladaron a la antigua casa de Houghton en Norwich, Connecticut. En 1934, tras la repentina muerte de su marido de una hemorragia cerebral, Gilman regresó a Pasadena (California), junto a su hija. Al poco tiempo, se le diagnosticó un cáncer de pecho incurable. Apenas un año después, en 1935, Charlotte, firme defensora de la eutanasia para los enfermos terminales, decidió no continuar viviendo con su enfermedad y se suicidó con una sobredosis de cloroformo el 17 de agosto de 1935 muriendo rápida y tranquilamente. En su nota de suicidio escribió: "Cuando toda la utilidad ha terminado, cuando uno tiene la certeza de una muerte inminente e ineludible, es el más simple de los derechos humanos elegir una muerte fácil y rápida en lugar de una muerte lenta y horrible.

## Ideología
En 1908, Gilman escribió un artículo en el American Journal of Sociology defendiendo el odio hacia los afroamericanos y el restablecimiento de la esclavitud en Estados Unidos. Al llamar a los afroamericanos "un gran cuerpo de extraterrestres" cuyo color de piel los hacía "muy diferentes y en muchos aspectos inferiores", Gilman afirmó que la presencia de los no blancos en Estados Unidos era "para nosotros un daño social".  Propuso que todos los negros por debajo de "un cierto grado de ciudadanía", aquellos que ella decidió que no eran "decentes, autosuficientes [y] progresistas... deberían ser tomados por el estado". Gilman abogó por el trabajo forzoso de "hombres, mujeres y niños" negros, creía que a estos trabajadores no se les debería pagar hasta que se cubriera el costo de su programa laboral y usó el término "alistamiento" en lugar de "esclavitud".
El racismo de Gilman la llevó a adoptar creencias eugenistas, alegando que los estadounidenses de ascendencia británica de edad avanzada estaban entregando su país a los inmigrantes que estaban diluyendo la pureza racial de la nación. Cuando se le preguntó sobre su postura al respecto durante un viaje a Londres, declaró: "Soy anglosajona antes que todo".  
En un esfuerzo por obtener el voto de todas las mujeres, se pronunció en contra de las pruebas de votación de alfabetización en la convención de la Asociación Nacional de Sufragio de Mujeres Estadounidenses de 1903 en Nueva Orleans. 
La crítica literaria Susan S. Lanser dice que The Yellow Wallpaper debía interpretarse centrándose en el racismo de Gilman. Otros críticos literarios se han basado en el trabajo de Lanser para comprender las ideas de Gilman en relación con la cultura de principios de siglo de manera más amplia. 
Las obras feministas de Gilman a menudo incluían posturas y argumentos para cambiar el uso de animales domésticos. En Herland , la sociedad utópica de Gilman excluye a todos los animales domésticos, incluido el ganado. Además, en Moving the Mountain, Gilman aborda los males de la domesticación de animales relacionados con la endogamia. En When I Was a Witch, la narradora es testigo e interviene en casos de uso de animales mientras viaja por Nueva York, liberando caballos de trabajo, gatos y perros falderos al dejarlos "cómodamente muertos".

## Obras traducidas de la autora

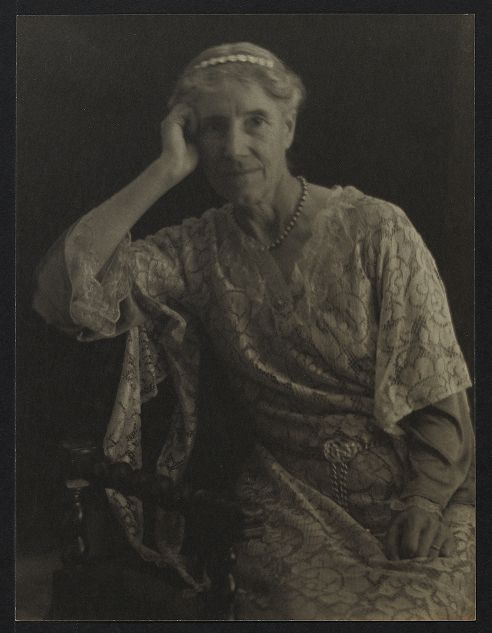
Charlotte P. Gilman, anciana

- (1892) El Tapiz Amarillo / The Yellow Wallpaper. Siglo XXI Editores, traducción de Margo Glantz. 2002. ISBN 968-23-2417-3.

Este relato también se incluye, precedido de una nota biográfica, en la pág. 129 ss. de la antología Cuando se abrió la puerta. Cuentos de la Nueva Mujer (1882-1914). Alba Editorial, 2008. ISBN 978-84-8428-418-5
- (1898) Mujeres y economía : un estudio sobre la relación económica entre hombres y mujeres como factor de la evolución social / Women and Economics. Universitat de València, 2008. ISBN 978-84-370-6962-3

- (1911) Despedida /Turned. Relato aparecido en The Forerunner 2:9, 227-32. Al español se ha traducido, precedido de una breve biografía, en la p. 377 ss de la antología: Fin de siècle: relatos de mujeres en lengua inglesa. Edición de María Luisa Venegas Lagüéns; Juan Ignacio Guijarro; María Isabel Porcel. Madrid : Cátedra, 2009. ISBN 978-84-376-2516-4

- (1914) Si yo fuera un hombre y otros relatos / If I Were a Man. El Nadir, 2008. ISBN 978-84-936404-4-6

- (1915) Dellas: un mundo femenino / Herland. Abraxas, 2000. ISBN 978-84-95536-08-2. Reedición: Matriarcadia. Akal, 2018. ISBN:   978-84-4604533-5

## Obras de Consulta adicionales
Estudios sobre la vida, la obra y las teorías de Charlotte Perkins Gilman:
- Cott, Nancy F (1987). The Grounding of Modern Feminism. New Haven: Yale University Press. ISBN 0300038925 _ ISBN 978-0300038927

- Hill, Mary A (1980). Charlotte Perkins Gilman: The Making of a Radical Feminist. Philadelphia: Temple University Press. ISBN 087722160X _ ISBN 978-0877221609

- Lane, Ann J (1990). To Herland and Beyond: The Life and Work of Charlotte Perkins Gilman. New York: Pantheon Books. ISBN 039450559X _ ISBN 978-0394505596

- Langley, Juliet A. (1985) Audacious Fancies: A Collection of Letters from Charlotte Perkins Gilman to Martha Luther. Trivia: A Journal of Ideas. Issue 6, Winter 1985.

- Luther, Leslie L. (1976) The Luther family in America: a genealogy of the descendants of Captain John Luther of the Massachusetts Bay Colony. Moravia, NY. ISBN 0960106413 _ISBN 978-0960106417

## Obra digitalizada
Recopilación de documentación original de la escritora, tanto de su vida privada como de su obra. Disponible en la Schlesinger Library at Radcliffe Institute for Advanced Study. Harvard University. Muy bien organizado, clasificado y indexado, muy recomendable para investigaciones exhaustivas.
- Schlesinger Library on the History of Women in America has digitized Charlotte Perkins Gilman's papers Archivado el 1 de septiembre de 2017 en Wayback Machine. Última consulta 28/05/17.
- Papers of Charlotte Perkins Gilman, 1846-ca.1975 (inclusive), 1880-1940 (bulk)1846-19751880-1940 Última consulta 29/05/17.
- More about Gilman's life and view of her diaries, letters, writings, and drawings. 1846-ca.1975. Última consulta 28/05/17.

Colección de 32 cartas y dos poemas de Charlotte P. Gilman dirigidos a Martha Luther Lane entre 1879 y 1890, disponibles en la Rhode Island Historical Society.
- Charlotte Perkins Gilman Letters. (1879-1890) Última consulta 29/05/17.